# P元祖ギンギラパラダイス
『P元祖ギンギラパラダイス』（ピーがんそギンギラパラダイス）は、2022年5月9日にサンスリーから発売されたデジパチ・羽根モノ混合タイプのパチンコ。略称は「元祖ギンパラ」。
2023年5月8日には遊パチタイプが発売された。

## 機種一覧
| 名称                              | 発売         |
| --------------------------------- | ------------ |
| P元祖ギンギラパラダイス 強199ver. | 2022年5月9日 |
| PA元祖ギンギラパラダイス 強99ver. | 2023年5月8日 |

## 概要
1995年に発売した『ギンギラパラダイス』を現代仕様にリニューアルした機種である。特徴が異なる3つの時短が搭載されている。
筐体の枠は、メガパトサイクロンZが使われている。

## 図柄
奇数図柄がSUPER LUCKY、偶数図柄がLUCKYと表示される。大当たりラウンド終了後は奇数図柄だとギンギラタイムに突入し、偶数図柄だとチャンスタイムに突入する。金図柄の場合は天国BONUSと表示され、大当たりラウンド終了後は天国タイムに突入する。
- 1. タコ
- 2. ハリセンボン
- 3. カメ
- 4. サメ
- 5. エビ
- 6. アンコウ
- 7. シュゴン
- 8. エンゼルフィッシュ
- 9. カニ
- 裏4. サメ
- 金1. タコ（金色）
- 金3. カメ（金色）
- 金5. エビ（金色）
- 金7. ジュゴン（金色）
- 金9. カニ（金色）

### 大当たり表示とラウンド数
| 型式 | 型式     | 天国BONUS                          | SUPER LUCKY           | LUCKY                 |
| ---- | -------- | ---------------------------------- | --------------------- | --------------------- |
| HCB  | 上始動口 | 10R（天国タイム）                  | 4R（ギンギラタイム）  | 4R（チャンスタイム）  |
| HCB  | 下始動口 | 10R（天国タイム）                  | 10R（ギンギラタイム） | 10R（チャンスタイム） |
| HBC  | HBC      | 10R（天国タイム） 5R（天国タイム） | 5R（ギンギラタイム）  | 5R（チャンスタイム）  |

## モード解説
ギンパラモード
シンプルなモード。
初代モード
『ギンギラパラダイス』を再現したモード。図柄やマリンなど全てがドットで描かれている。
秘境探索モード
リーチ後のステップアップ予告が搭載されたモード。潜水艦の上下スクロールによる予告となっている。
天国タイム
時短中の特殊モード。天国が舞台となっており、天使などの演出がメインとなっている。BGMは、バッハの「G線上のアリア」が使用されている。このモードのみ図柄が偶数図柄は登場せず、代わりに奇数の金図柄が登場する。

## 予告演出
予告なし
リーチ成立直後に演出が起こらないこと。ノーマルリーチ発展濃厚となる。
泡予告
リーチ成立直後に画面下部から泡が発生する演出。スーパーリーチに発展する可能性がある。
大泡予告
リーチ成立直後に画面下部から通常よりも大きな泡が発生する演出。ノーマルリーチ発展濃厚となり、大当たりまたは半コマズレのハズレとなる（半コマズレ停止でも再始動する場合がある）。スーパーリーチに発展した場合は、法則崩れにより大当たり濃厚となる。
魚群予告
リーチ成立直後に画面右側から魚群が通過する演出。期待度が高い演出であり、スーパーリーチ発展濃厚となる。ノーマルリーチに発展した場合は、法則崩れにより大当たり濃厚となる。ギンギラタイム中に発生して大当たりした場合は奇数図柄大当たり濃厚となる。
探索予告
秘境探索モード専用演出。
図柄停止後にハズレをチャンス目やリーチに変える演出。
リーチ後潜水ステップアップ予告
秘境探索モード専用演出。
潜水艦のステップアップ予告。3段階のステップがあり、ステップ1はノーマルリーチ濃厚、ステップ2はスーパーリーチ濃厚、ステップ3は神秘の秘境リーチまたは全回転リーチ濃厚となる。
リーチ後ランプ予告
秘境探索モード専用演出。
リーチ成立時に液晶周辺のリングが発光する演出。
イッカクゾーン
秘境探索モード及び天国タイム専用演出。
リーチ後など様々なタイミングで発展する可能性がある。
イッカクが登場し、ボタンを押してイッカクが液晶上のパトランプに角を突き刺せば大当たり濃厚となる。
天国のレッドカーペット予告
天国タイム専用演出。
リーチ成立後に天使マリン単体または天使マリンと天使群が登場する演出。天使マリンと天使群が登場すると大当たり濃厚となる。

## 保留先読み予告
図柄前兆予告
チャンス目（同一図柄が非テンパイ形で液晶画面内に3つ停止）が停止する演出。連続するほど期待度が高くなる。3回連続で発生するとリーチ成立濃厚となる。
ギンパラモード中は発生した時点でリーチ成立濃厚となる。
リーチ連続予告
リーチ成立直後に中段の図柄が止まる擬似連演出。
キャラ通過予告
秘境探索モード専用演出。
変動中に画面をイカが横切る演出。ピンク色のイカが通過した場合は期待度が高くなる。イカが墨を吐くとイカスミゾーンに突入する。
イカスミゾーン予告
秘境探索モード専用演出。
イカが画面に墨を吐くと突入する特殊演出。
宝箱予告
秘境探索モード専用演出。
変動中に宝箱が出現する演出。宝箱の中身が銀色、銀色、豪華の順番で信頼度が高くなる。中身がイッカクの場合はイッカクゾーンに突入する。
背景変化予告
天国タイム専用演出。
チャンス目停止時などに、背景に天使マリンが登場する演出。
キャラ通過予告
天国タイム専用演出。
変動中にイルカやシャチが画面を横切る演出。クジラが登場すると大当たり濃厚となる。
降りもの予告
天国タイム専用演出。
変動中に羽根が上部から降る演出。白、金色、虹色の3種類があり、虹色の羽根が登場すると金図柄大当たり濃厚となる。

## チャンスボタン演出
ブレーキアクション
リーチ後から図柄停止までの間にボタンを押すと変動中の中段図柄が反応しブレーキアクションをする。中段図柄の目が大きくなると期待度がやや高くなる。炎目になると期待度がさらに高くなり、ハート目になると奇数図柄での大当たり濃厚となる。
奇数昇格演出
偶数図柄が揃い奇数図柄に昇格する場合に、奇数昇格演出が発生した直後にボタンを押すと9代目ミスマリンちゃんがカットインされる演出。
図柄アクション予告
リーチが成立した際に画面をタッチまたは十字キーの中央ボタンを押すと図柄が動き、アイコンを表示させる演出。アイコンは星、エクスクラメーションマーク、音符、ハートの4種類があり、音符の場合はスーパーリーチ発展濃厚（ノーマルリーチに発展した場合は大当たりまたは半コマズレ）、ハートの場合は大当たり濃厚となる。

## リーチ演出
ノーマルリーチ
特に何も起こらないリーチ演出。期待度は低い。シングルリーチ及びダブルリーチのどちらからも発展する。通常時に半コマズレ停止をすると再始動が発生する可能性が高くなっている。
珊瑚礁リーチ
シングルリーチから発展し、画面下部から珊瑚礁が出現する演出。期待度は予告により変化する。
催眠リーチ
ギンパラモード及び初代モード専用演出。
シングルリーチから発展し、図柄が催眠術にかかっている演出。期待度はいびきの色により変化する。
黒潮リーチ
秘境探索モード専用演出。
シングルリーチから発展し、画面に黒潮が流れる演出。黒潮の流れが通常より速い場合は期待度が高くなる。
マリンちゃんリーチ
ダブルリーチから発展し、画面上部からマリンが登場する演出。期待度は予告により変化する。
ウリンチャンス
左上・右上・中央・左下・右下の順にハリセンボン・タコ・カメ・サメ・エビが停止すると必ず発生する。ウリンが登場し画面タッチを促される。画面をタッチして一発告知が発生すると奇数図柄大当たりとなる。
神秘の秘境リーチ
秘境探索モード専用演出。
潜水ステップアップ予告のステップ3から発展することがある。背景の木から魚群が出現すれば大当たり濃厚となる。
激流あおり
秘境探索モード専用演出。
探索予告で下まで潜ると発生する。
全回転リーチ
秘境探索モード専用演出。
全回転の演出。発生した時点で大当たり及び天国タイム突入が濃厚となる。
天界樹リーチ
天国タイム専用演出。
下部から天界樹が登場する演出で、期待度が低いリーチとなっている。リンゴが落下すると期待度が高くなる。クジラッキーが落下すると金図柄大当たり濃厚となる。
天使マリンリーチ
天国タイム専用演出。
上部から天使マリンが登場する演出で、期待度が高いリーチとなっている。大当たりの場合は必ず金図柄大当たりとなる。

## プレミアム演出
赤魚群
赤魚群（実際には赤色と紫色が混ざったような魚群）が出現する演出。後述のサム系プレミアムに発展する。
サム系プレミアム
各スーパーリーチ中にサムが出現すれば奇数図柄での大当たりが濃厚となる。
マッスル珊瑚礁リーチ
シングルリーチから発展する。珊瑚礁リーチが発生した際に、サムが画面下部から珊瑚礁を持ち上げて登場する。
ダイビングリーチ
ギンパラモード及び秘境探索モード専用演出。
シングルリーチから発展する。催眠リーチ（ギンパラモード）または黒潮リーチ（秘境探索モード）が発生した際に、画面右側からサムが泳いで登場する。
ゴーゴーサムリーチ
初代モード専用演出。
シングルリーチから発展する。催眠リーチが発生した際に、画面奥側からサムが登場する。
ポージングリーチ
ダブルリーチから発展し、マリンの代わりにサムが画面上部から登場する。
ミスマリンカットイン
リーチ成立直後に9代目ミスマリンちゃんがカットインされる演出。
ボイスプレミアム
変動開始時などにマリン、ワリン、ウリン、サム、9代目ミスマリンちゃんのいずれかのボイスが流れる演出。
大当たり時ボイスプレミアム
ラウンド開始時のコール（LUCKYまたはSUPER LUCKY）がウリンの声になる演出。
全回転リーチ
秘境探索モード及び天国タイム専用演出。
全図柄が揃った状態で変動する演出。図柄が停止する際は、通常は上段・下段・中段の順番で停止するが、全図柄が揃った状態で停止する。
最長突破当たり
ロングリーチから発展する。
ノーマルリーチにおいてのロングリーチでは、マリンが登場した後に一発告知が鳴って大当たりとなる。
スーパーリーチにおいてのロングリーチでは、一発告知が鳴り大当たりとなる。
クジラッキー通過予告
ギンパラモード専用演出。
変動中にクジラッキーとクジラブリーが画面を通過する演出。
3連図柄プレミア
初代モード専用演出。
変動停止時に同じ図柄が画面に9つ出現する演出。
3・4・1図柄停止
中央列に3・4・1図柄が停止する演出。発生するとギンギラタイムに突入する。

## 大当たりラウンド演出

### 大当たりラウンド突入前
V入賞演出
図柄が揃った直後にV入賞を促される演出。V入賞をするも大当たりラウンドが始まる。

### 大当たりラウンド中
回転体ジャッジ演出
画面の右側にある回転体を使用した演出で、玉がLUCKYに入ると大当たりラウンド終了後に天国モードに突入する。回転体が動くまでの煽り演出である波紋の色によって期待度が変化する。初代モード選択時に発生すると、発生した時点で天国タイム突入濃厚となる。
サム登場演出
大当たりラウンド中にサムが登場する演出。10ラウンド大当たりに昇格する。

### 大当たりラウンド終了後
金魚群
大当たりラウンド終了後のエンディング画面で金魚群が出現する演出。保留内で奇数図柄揃いの大当たりが濃厚となる。
背景変化
偶数図柄揃いの大当たりでいつものラウンドのエンディング画面での背景に変化が起こる演出。水面が光っている場合は奇数図柄での大当たりの期待度が高くなる。

## その他演出
再始動
リーチが外れた際に、中段図柄が再び動き出して大当たりになる演出。ダブルリーチで発生した場合は奇数図柄での大当たりとなる。
昇格スクロール
偶数図柄で大当たりした直後に、図柄が高速に動き出して奇数図柄に昇格する演出。
マリンちゃん2段階
マリンちゃんリーチで偶数図柄が揃った直後、マリンが掛け声とともに中段図柄をビンタして再始動が起き、もう片方のリーチ図柄である奇数図柄揃いの大当たりになる演出。
ロングリーチ
ノーマルリーチやスーパーリーチが止まらず長く変動し続ける演出。この演出が発生すると大当たり濃厚となる。
法則崩れ
さまざまな予告で発生する。予告なしからスーパーリーチに発展する、魚群予告からノーマルリーチに発展する、大泡予告からスーパーリーチに発展するなどがあり、発生すると大当たり濃厚となる。

## 一発告知
大当たり濃厚となると、画面上部にあるパトランプが告知音とともに稼働する。一発告知にはショートとロングの2種類があり、ショートは大当たり濃厚、ロングは奇数図柄での大当たり濃厚となる。「歓喜の歌」が流れる一発告知が発生すると、大当たりラウンド終了後に天国タイム突入となる。
本作では一発告知に名称が付いていない。

## My海カスタム
|        | 魚群期待度                | 告知頻度                  | 告知方法              | 前兆予告                       |
| ------ | ------------------------- | ------------------------- | --------------------- | ------------------------------ |
| 選択肢 | ・50% ・100% ・出現しない | ・30% ・100% ・出現しない | ・いつもの ・ひっそり | ・ふつう ・少なめ ・出現しない |

## 大当たり・時短
1種2種混合機となっており、ヘソ入賞時と電チュー入賞時で大当たり確率が異なる。また、本作には3種類の時短が搭載されている。
偶数図柄での大当たりだと、大当たりラウンド終了後にチャンスタイムに突入する。奇数図柄での大当たりだと、大当たりラウンド終了後にギンギラタイムに突入する。大当たりラウンド中に発生した回転対ジャッジ演出が成功した場合や、イッカクゾーン突入時に天国演出が発生した場合などには天国タイムに突入する。
チャンスタイムは、時短2回と残保留4個で構成されている時短モード。液晶の表示では回転数が10回転あり、擬似変動を使って消化していく。残り10回転から5回転までが時短1回転目で、残り4回転からラストが時短2回転目である。最後の回転時は必ずリーチが成立する仕様となっている。図柄は奇数図柄と偶数図柄が出現する。
ギンギラタイムは、実質連チャン濃厚の時短モード。強199ver.は時短10000回と残保留4個、強99ver.は時短249回と残保留4個で構成されている。図柄は奇数図柄と偶数図柄が出現する。
天国タイムは、本作で初搭載された実質連チャン濃厚の時短モード。強199ver.は時短10000回と残保留4個、強99ver.は時短249回と残保留4個で構成されている。通常の奇数図柄と金図柄の2種類が登場する。奇数図柄大当たりの場合は大当たり後ギンギラタイムに突入し、金図柄での大当たりの場合は天国タイムが継続となる。
強99ver.にはb時短（遊タイム）が搭載されている。通常確率時に250回消化するとギンギラタイム（時短379回+残保留4個）に突入する。

## プレミアムラウンド
- 1回目：いつものラウンド
- 2連荘達成：吉野聡留が歌う「sea for two (アレンジVer.)」
- 3連荘達成：「GINPARA DREAM」
- 4連荘達成：マリンが歌う「海物語 〜Go!Go! SEA STORY〜 サードシーズン」
- 5連荘達成：マリンが歌う「Musical in the Sea 〜大海物語の1日〜」
- 6連荘達成：マリンが歌う「みんなで一緒にちゅら海へ!」
- 7連荘達成：マリンが歌う「響け!ネオジャポニズム 〜日本全国Ver〜」
- 大当たりオープニング時ボタンを10回押す：全曲開放

## スペック
| 型式                 | 型式                 | 型式                 | HCB                                                                          | HBC                                                                                             |
| -------------------- | -------------------- | -------------------- | ---------------------------------------------------------------------------- | ----------------------------------------------------------------------------------------------- |
| 特賞種別             | 特賞種別             | 特賞種別             | 1種2種混合                                                                   | 1種2種混合                                                                                      |
| 大当たり確率         | 通常時               | 通常時               | 1/199.8                                                                      | 1/99.9                                                                                          |
| 大当たり確率         | 高確率時             | 高確率時             | 1/26.9（大当たりと小当たりの合算）                                           | 1/22.5（大当たりと小当たりの合算）                                                              |
| タイプ               | タイプ               | タイプ               | ライトミドル                                                                 | 遊パチ                                                                                          |
| 賞球数               | 賞球数               | 賞球数               | 1 & 1 & 3 & 5 & 10                                                           | 1 & 3 & 2 & 9                                                                                   |
| ラウンド・カウント数 | ラウンド・カウント数 | ラウンド・カウント数 | 10R or 4R・10C                                                               | 10R or 5R・10C                                                                                  |
| 大当たりシステム     | 大当たりシステム     | 大当たりシステム     | 実質ループ                                                                   | 実質ループ                                                                                      |
| 時短突入率           | 時短突入率           | 時短突入率           | 100/100（100%）                                                              | 100/100（100%）                                                                                 |
| 大当たりの内訳       | 上始動口             | 上始動口             | 10R（天国タイム）：1% 4R（ギンギラタイム）：49% 4R（チャンスタイム）：50%    | 10R（天国タイム）：1% 5R（ギンギラタイム）：49% 5R（チャンスタイム）：50%                       |
| 大当たりの内訳       | 下始動口             | チャンスタイム中     | 10R（天国タイム）：25% 10R（ギンギラタイム）：25% 10R（チャンスタイム）：50% | 10R（天国タイム）：4% 5R（天国タイム）：16% 5R（ギンギラタイム）：30% 5R（チャンスタイム）：50% |
| 大当たりの内訳       | 下始動口             | ギンギラタイム中     | 10R（天国タイム）：25% 10R（ギンギラタイム）：25% 10R（チャンスタイム）：50% | 10R（天国タイム）：4% 5R（天国タイム）：16% 5R（ギンギラタイム）：30% 5R（チャンスタイム）：50% |
| 大当たりの内訳       | 下始動口             | 天国タイム中         | 10R（天国タイム）：66% 10R（ギンギラタイム）：34%                            | 10R（天国タイム）：4% 5R（天国タイム）：56% 5R（ギンギラタイム）：40%                           |
| 大当たり出玉         | 大当たり出玉         | 大当たり出玉         | 10R：1000個 4R：400個                                                        | 10R：900個 5R：450個                                                                            |
| リミット             | リミット             | リミット             | なし                                                                         | なし                                                                                            |
| 電サポ               | 確変                 | 確変                 | なし                                                                         | なし                                                                                            |
| 電サポ               | a時短                | a時短                | 通常大当たり終了後10000回+残保留4個・2回+残保留4個                           | 通常大当たり終了後249回+残保留4個・2回+残保留4個                                                |
| 電サポ               | b時短（遊タイム）    | b時短（遊タイム）    | なし                                                                         | 低確率状態を250回消化後379回+残保留4個                                                          |
| 保留の数             | 保留の数             | 保留の数             | 上始動口4個+下始動口4個                                                      | 上始動口4個+下始動口4個                                                                         |
| 保留の優先消化       | 保留の優先消化       | 保留の優先消化       | 下始動口優先                                                                 | 下始動口優先                                                                                    |